# Cuộc vây hãm Acre (1291)
Sự sụp đổ của thành Acre vào năm 1291 đã dẫn đến việc thành Acre của quân Thập Tự rơi vào tay những người Hồi Giáo, đây là một trong những trận đánh quan trọng nhất trong thời gian diễn ra các cuộc thập tự chinh. Mặc dù phong trào thập tự chinh vẫn còn tiếp tục trong nhiều thế kỷ nữa, nhưng việc thành phố bị thất thủ đã đánh dấu chấm hết cho các cuộc thập tự chinh tiếp theo ở Levant. Khi Acre sụp đổ, quân Thập Tự đã mất đi thành trì lớn cuối cùng của Vương quốc Jerusalem. Tuy vậy, họ vẫn duy trì được một pháo đài tại thành phố phía bắc Tartus, tham gia một số cuộc tấn công vào vùng ven biển, và cố gắng hoạt động từ các hòn đảo nhỏ của Ruad, nhưng khi mà họ bị mất đảo Ruad trong cuộc bao vây Ruad năm 1302-1303, thì người Thiên chúa giáo đã hoàn toàn không còn kiểm soát bất cứ pháo đài nào ở Đất Thánh.

## Bối cảnh
Năm 1187, sau khi đại bại trong trận Hattin, người Kitô hữu đã để mất thành Jerusalem vào tay các lực lượng của Saladin. Trong cùng năm đó, Saladin đã chinh phục một phần lớn lãnh thổ của Vương quốc Jerusalem bao gồm cà hai thành trì quan trọng là Acre và Jerusalem. Điều này đã dẫn đến cuộc Thập Tự Chinh thứ ba, và Acre đã được giành lại bởi vua Richard I của nước Anh vào năm 1191; từ đó thành phố trở thành các cơ sở hoạt động của quân Thập Tự và thủ đô của Vương quốc Jerusalem trong một thế kỷ tiếp theo. Các tổ chức hiệp sĩ tôn giáo đều đặt trụ sở chính của họ trong hoặc gần thành Acre, và từ đó họ ra những quyết định quan trọng về các nỗ lực quân sự và ngoại giao. Ví dụ như khi quân Mông Cổ đến từ phương Đông vào giữa thế kỷ thứ 13, các Kitô hữu đã nhận thấy họ sẽ là những đồng minh tiềm năng, không chỉ thế mà còn duy trì một vị trí trung lập thận trọng với các lực lượng Hồi giáo Mamluk ở Ai Cập. Năm 1260, các nam tước ở Acre đã cho phép các đội quân Mamluk đi qua lãnh thổ mà không gặp một sự cản trở nào, qua đó giúp quân Mamluk đạt được một chiến thắng quyết định chống lại quân Mông Cổ trong trận Ain Jalut ở Galilee.
Tuy nhiên các mối quan hệ với người Mamluk không phải là lúc nào cũng tố đẹp. Với sự nổi lên của Vương quốc Hồi giáo Mamluk ở Ai Cập vào năm 1250, một kẻ thù nguy hiểm và ghê gớm hơn với việc sử dụng kị binh hạng nặng Ayyubids để đối chọi với các hiệp sĩ Thập Tự, sự tàn phá nhanh chóng đến với các lãnh thổ còn lại của quân THập Tự. Họ cũng đã chứng tỏ sự thù địch tăng lên nữa. Sau trận Ain Jalut, các lực lượng Mamluk bắt đầu tấn công các vùng đất mà người Thiên chúa giáo nắm giữ sớm nhất là vào năm 1261 dưới thời Sultan Baibars. Năm 1265, Caesarea, Haifa, Arsuf đều sụp đổ trước các kị binh của Sultan. Một năm sau, các tài sản của người Latin ở xứ Galilee đều bị chiếm hết. Năm 1268 Antioch đã bị chiếm đóng.
Để khắc phục những tổn thất này, một số cuộc thám hiểm thập tự chinh nhỏ đã được tiến hành. Vua Louis IX của Pháp đã phát động cuộc Thập Tự Chinh thứ tám đến Tunis năm 1270 nhằm hướng sự chú ý của người Hồi Giáo ra khỏi các lãnh thổ cuối cùng của Vương quốc Jerusalem. Hoàng tử Edward của Anh (sau này là Vua Edward I) cũng đã phát động cuộc Thập Tự Chinh thứ chín vào năm 1271-1272 để giải nguy cho các tiền đồn cuối cùng ở Đất Thánh. Không phải tất cả những cuộc chiến này đều có khả năng hỗ trợ cho các vùng đất Latin bị bao vây. Các lực lượng tham gia quá ít, thời gian của mỗi cuộc Thập tự chinh quá ngắn, lợi ích của những người tham gia quá đa dạng đã không cho phép bất kỳ thành tựu nào đủ vững chắc.

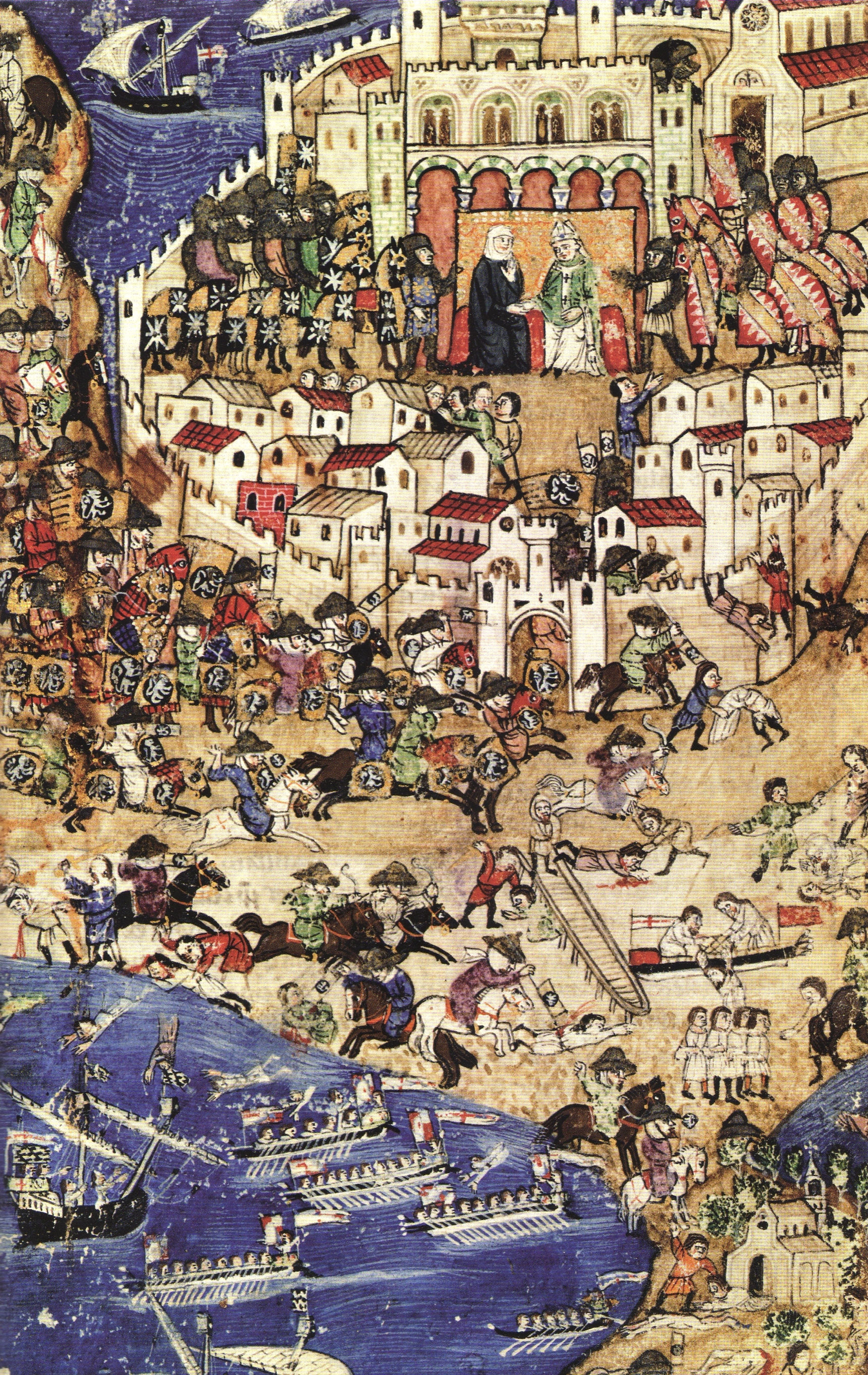
Sự sụp đổ của Tripoli năm 1289 là một trong những bước đầu tiên dẫn đến việc Acre thất thủ.

Đức Giáo hoàng Gregory X đã nỗ lực để kêu gọi thêm một cuộc thập tự chinh nữa nhưng những cố gắng của ông là vô ích. Sự thất bại của lời kêu gọi khác nhau được đổ lỗi cho các cố vấn của Đức Giáo hoàng, sự lười biếng của giới quý tộc châu Âu và sự tham nhũng trong hàng ngũ các giáo sĩ. Mặc dù mỗi người trong những yếu tố này đều có thể là một phần lỗi, nhưng một lý do cơ bản cho sự thất bại này dường như là sự giảm sút giá trị của các lý tưởng của cuộc Thập tự chinh. Việc sử dụng bởi Gregory X với đặc quyền của cuộc Thập tự chinh để tuyển dụng quân đội để chống lại kẻ thù châu Âu đã khiến cho Vatican phải mang tiếng xấu.
Bất chấp những nỗ lực của Đức Giáo hoàng, không có một cuộc thập tự chinh nào đủ lớn nào tới giúp cho các tiền đồn ở Levant. Trong khi đó, các cuộc tấn công vào Đông Latin vẫn được tiếp tục, cũng như những khó khăn trong nội bộ của Vương quốc Latinh. Năm 1276, tình hình đã trở nên rất nghiêm trọng, buộc "Vua của Jerusalem" Henry II phải đưa quân sang Palestine, khiến tất cả các tài sản của ông trên đảo Síp đều bị bỏ ngỏ hoặc có ít người bảo vệ. Hoàn cảnh của Vương quốc Latin càng ngày càng trở nên tồi tệ hơn. Năm 1278, Lattakia thất thủ. Năm 1289, thành Tripoli đã bị mất trong cuộc bao vây Tripoli.
Sultan Qalawun đã bắt đầu chuẩn bị cho cuộc bao vây sắp tới nhưng ông lại qua đời vào tháng 11 năm 1290, và con trai của ông, Sultan Al-Ashraf Khalil lên nắm quyền, tiếp tục chuẩn bị cho cuộc bao vây thành Acre.

### Nỗ lực phòng thủ thành Acre
Liên minh Pháp - Mông Cổ đã không mang lại bất kì kết quả nào đáng kể, nhất là sau khi các nam tước ở Acre cho phép quân Ai Cập được an toàn đi qua lãnh thổ của các thành bang Thập Tự, gián tiếp giúp người Ả Rập đánh bại họ trong trận Ain Jalut. Trong khi đó, nỗ lực tăng cường binh lính từ Ý tới đã trở thành một cái cớ cho quân Mamluk khởi binh.

### Người Hồi Giáo tấn công vào thành phố
Sau khi thành Tripoli thất thủ, vua Henry của Síp đã gửi tùy tướng Jean de Grailly sang châu Âu để cảnh báo các quốc vương châu Âu về tình hình nghiêm trọng ở Levant. Jean đã được hội kiến với Đức Giáo hoàng Nicholas IV về những lo lắng của mình và đã viết một bức thư cho các quốc gia ở châu Âu, kêu gọi họ làm một điều gì đấy trước khi Đất Thánh rơi hết vào tay người Hồi Giáo. Tuy nhiên tất cả đều nhanh chóng từ chối, ví dụ như là vua Edward I đang quá vướng bận vào các rắc rối ở quê nhà.
Các tín đồ Kitô hữu lo ngại điều này sẽ cho phép Sultan Ai Cập có một thời cơ để tấn công và kêu gọi giáo hoàng gửi thêm nhiều viện trợ nữa tới. Người Ý vội vàng gửi viện trợ tới cho các thành bang cuối cùng ở Levant, với 16 tàu galley của Venice và 1.600 quân lính. Khoảng 20 tàu galley nữa tới từ Tuscany và Lombardy bởi Nicholas Tiepolo, con trai của Doge, những người được Jean de Grailly và Roux của Sully vận động. Vua Jaime II của Aragon mặc dù đang mâu thuẫn với Giáo hoàng và Venice nhưng vẫn gửi tới 5 tàu galley.
Những đội quân tiếp viện tới từ Ý vô kỷ luật đã thường xuyên viện cớ không có lương để đến cướp bóc bừa bãi cả người Hồi giáo và người Thiên chúa giáo trước khi tới được Acre. Theo Runciman, họ đã tấn công và giết chết một số thương gia Hồi giáo sống ở xung quanh Acre vào tháng 8 năm 1290 mặc dù báo cáo của Michaud lại thay vào đó là họ đã tấn công các thị trấn và làng mạc, và tàn sát rất nhiều người Hồi Giáo. Sultan Qalawun đang cần thêm một cái cớ để tấn công nên đã đòi hỏi những kẻ phạm tội giết người phải bị giao nộp cho ông để ông có thể thực thi công lý. Sau các cuộc thảo luận kéo dài ở nhà tù của Acre, theo ý kiến của Guillaume de Beaujeu, Hội đồng thành phố Acre cuối cùng đã từ chối giao nộp bất cứ ai cho Qalawun, và thay vào đó đã đổ lỗi cho những người Hồi Giáo đã tấn công người Thiên chúa giáo trước.
Và mặc dù một thỏa thuận ngừng bắn mười năm đã được ký kết vào năm 1289, nhưng Qalawun đã coi các vụ giết người là vị phạm thỏa ước. Bởi vậy vào tháng 10 năm ấy, Qalawun đã ra lệnh tổng động viên. Mặc dù Sultan qua đời vào tháng mười một, nhưng cũng kịp ra lệnh cho con trai, Khalil đem quân tiến đánh Acre.

## Cuộc bao vây

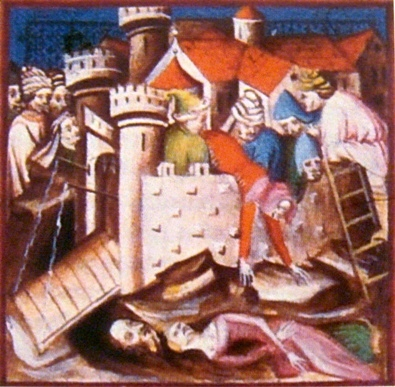
Các công cụ bao vây ở Acre năm 1291.

Sultan Qalawun, cha của Khalil, chinh phục Lãnh địa Tripoli năm 1289 và đem quân tiến về phía Acre, thủ đô của những gì còn lại của Vương quốc Jerusalem, nhưng ông đã qua đời chỉ một tháng trước khi cuộc tấn công đước phát động. Trước khi mất, ông đã ra lệnh cho con trai Khalil tiếp tục các cuộc tấn công. Khalil đã gửi tin nhắn cho William của Beaujeu, Trưởng lão Đền Thờ, nói với ông quyết tâm của mình để tấn công Acre và yêu cầu ông ta đừng có gửi sứ giả hoặc quà tặng gì cả. Tuy nhiên, một đoàn sừ thần từ Acre do Sir Philip Mainebeuf dẫn đầu, đã tới Cairo, với quà tặng và quốc thư cầu xin Sultan dừng lại cuộc tấn công. Nhưng Khalil không chấp thuận và ra lệnh bắt giam tất cả các sứ giả lại.

### Người Hồi Giáo hội quân
Sultan Al-Ashraf Khalil ra lệnh tập hợp tất cả các lực lượng ở Ai Cập và Syria lại, trong đó bao gồm một số lượng lớn các chiến binh du mục tình nguyện đứng về phía nhà vua, đánh đuổi những kẻ ngoại giáo ra khỏi Jerusalem, cùng nhiều các công cụ bao vây đến từ thành trì Hisn al-Akrad. Sultan có một số máy bắn đá khổng lồ, được gọi là "Al Mansuri" và "The Furious" bé hơn. Bốn đội quân đến từ Damascus (dẫn đầu bởi Lajin), Hama (do al-Muzaffar Taqai ad-Din chỉ huy), Tripoli (do Bilban lãnh đạo) và Al Kark (dưới quyền Baibars al-Dewadar) đã hành quân đến Acre để gia nhập với quân đội đến từ Ai Cập của Khalil.

### Quân tiếp viện từ Tây Âu
Những người Pháp ở Acre đã nhận thức được mức độ nghiêm trọng của tình hình hiện nay. Họ liên tục yêu cầu sự giúp đỡ từ châu Âu song kết quả lại không có gì đáng kể. Một nhóm nhỏ các hiệp sĩ, trong đó có Otto của Grandson ở Thụy Sĩ, đã được nhà vua Edward I của Anh thuê tới giúp đỡ quan phòng thủ. Burchard của Schwanden, Đại trưởng lão của Hiệp sĩ Teutonic đã từ chức Konrad von Feuchtwangen, người đột ngột rời bỏ Acre chạy về châu Âu. Chỉ đáng chú ý nhất là vua Henry II ở Síp đả chi tiền củng cố các bức tường thành và gửi lực lượng của em trai của ông, Amalric tới để bảo vệ thành phố.

### Hàng phòng thủ của thành phố
Acre có một hàng phòng thủ tốt với hai dòng bức tường dày chạy song song với nhau, cùng 12 tháp canh lớn vũng chắc được các vị vua Tây Âu và khách hành hương mộ đạo quyên tiền xây dựng. Trên các bức tường là các bệ phóng và các cẩu đá được đặt ở các vị trí kiên cố nhất, cùng các lỗ châu mai và hào sâu được bố trí ở các của thành khiến các cuộc tấn công vào thành phố gặp rất nhiều khó khăn. Các cửa thành của Acre được làm bằng gỗ chắc chắn và được án ngữ bởi các góc thành chết nguy hiểm.

### Cuộc vây hãm bắt đầu

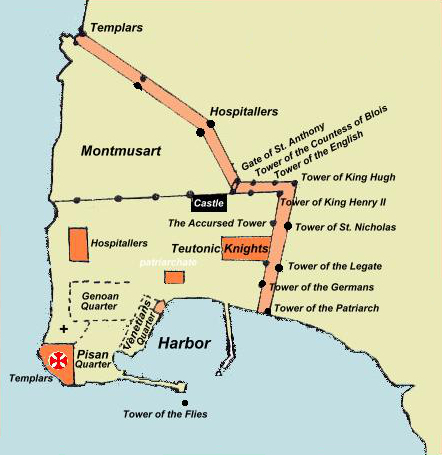
Bản đồ Acre năm 1291.

Ngày 5 Tháng Tư năm 1291, lực lượng của Khalil đã dàn trận trước cửa thành Acre. Quân đội của Hama hạ trại của họ trước mặt tháp Templar, trong khi quân đội Ai Cập hạ trại kéo dài dọc các bức tường của Montmusard cho tới vịnh Acre. Lều chính của Sultan được trên một ngọn đồi nhỏ gần bờ biển, trước mặt của tháp Tower of the Legate. Ngày 06 tháng 4, các máy bắn đá bắt đầu ném đá và lửa vào các bức tường của Acre. Trong tám ngày liên tiếp, các bức tường phải chịu một sự tàn phá nghiêm trọng và quân đội hai bên đụng độ thường xuyên trong các đợt công thành. Vào ngày thứ tám, người Hồi giáo thiết lập các chướng ngại vật và bắt đầu di chuyển gần hơn về phía thành phố, sử dụng các tâm lá chắn cho đến khi đến được dưới chân các bức tường. Carabohas đã được sử dụng để tấn công các bức tường thành. Mặc dù liên tục nhận được quân tiếp viện từ Síp tới bằng đường biển, nhưng người Pháp đã cho rằng họ không có đủ sức mạnh để chống lại quân đội của Khalil. Ngày 15 Tháng Tư, lợi dụng ánh trăng, Các hiệp sĩ Templar, do Jean Grailly và cháu nội Otto chỉ huy, đã phát động một cuộc tấn công bất ngờ vào doanh trại của quân Hama, nhưng những con ngựa của họ bị mắc vào những sợi dây thừng lều của người Hồi giáo và họ đã bị bắt, trong hki nhiều người khác dã bị giết. Một cuộc tấn công khác sau một vài ngày, và lợi dụng sự che chở của bóng tối bởi các hiệp sĩ Cứu Tế cũng kết thúc tồi tệ. Ngày 5 tháng 5, hy vọng đã được hồi sinh khi Henry II của Síp đến với các lực lượng của mình trên 40 tàu chiến. Nhưng chỉ ngay sau đó, Henry cũng đã bị thuyết phục về sự bất lực của mình trước tình thế hiện nay.

### Đàm phán
Người Pháp gửi các sứ giả tới chỗ của Khalil Al-Ashraf và kính cẩn quỳ gối chào ông ta. Khalil đã hỏi họ có phải họ mang đến cho ông ta chìa khóa của Acre, nhưng các sứ giả đã trả lời rằng thành phố không thể đầu hàng dễ dàng như vậy và rằng họ chỉ đến để cầu xin lòng thương xót của Sultan đối với những người dân nghèo, và rằng người Pháp sẵn sàng chấp thuận bất kỳ sự bất bình đẳng nào để khôi phục lại thỏa thuận ngừng bắn từng được ký kết. Sultan Khalil đã hứa với các sứ giả bảo vệ mạng sống cho tất cả mọi người trong thành phố nếu người Pháp hạ vũ khí và hai tay dâng Acre cho ông một cách hòa bình, nhưng các sứ giả đã nhanh chóng từ chối lời đề nghị của ông. Trong khi các sứ giả còn đang ở trong lều để đàm phán, thì một viên đạn đá từ trong thành phố bắn trúng vào khu đất gần doanh trại trại của Sultan. Khalil cho rằng việc quân Thập Tự tấn công trong thời gian đàm phán là hành động đáng xấu hổ, Sultan vô cùng tức giận và ra lệnh hành quyết hai sứ giả, nhưng Emir Sanjar al-Shuja đã cầu xin cho họ và các sứ giả trở về thành phố an toàn.

### Các tòa tháp bắt đầu đổ xuống
Từ ngày 08 tháng 5, các tòa tháp của Acre bắt đầu sụp đổ từng cái một. Ngày 18 tháng 5 (04 tháng 5 theo ghi chú của Michaud), vào buổi sáng sớm trước lúc mặt trời mọc, Sultan đã ra lệnh tổng tấn công từ tất cả các phía, kèm theo là âm thanh của tiếng kèn và trống đặt trên 300 con lạc đà. Khi các Saracens rút lui trong hoàng hôn, vua Henry đã cơ hội trốn thoát cùng với các hiệp sĩ và 3000 binh sĩ.
Các cuộc tấn công được nối lại vào buổi sáng, khi nhận thấy các dội quân phòng thủ để ngỏ cửa Thánh Anthony, Khalil đã ra lệnh phá thủng của thành để các kỵ binh có thể tiến vào, ngay sau đó kị binh Mamluk xung phong vào thành.
Các lực lượng Hồi Giáo tiến vào tới tháp Accursed và buộc các đơn vị đồn trú phải rút lui về phía bên trong của cửa Thánh Anthony. Tất cả các cuộc phản công của hiệp sĩ Cứu Tế và Templar để chiếm lại tòa tháp đều vô ích. Vua Henry II và các trưởng lão đã lên tàu galley của mình và chạy trốn khỏi Acre. William của Beaujeu, Trưởng lão Đền Thờ, và Matthew của Clermont đều bị thiệt mạng. Các lực lượng Hồi giáo hỗn chiến với người Pháp trên các đường phố và ngõ hẻm của Acre, sau đó chuyển thành một sự hỗn loạn khủng khiếp khi những người dân chạy trốn về phía biển. Có bao nhiêu người dân đã thiệt mạng trên đất liền và trên biển đến nay vẫn chưa được biết rõ.

### Sự sụp đổ của thành phố
Trước khi màn đêm buông xuống vào ngày thứ sáu 18 tháng 5 năm 1291, Acre đã hoàn toàn nằm trong tay của người Hồi Giáo sau hơn 100 năm do quân Thập Tự người Pháp chiếm đóng, trừ một pháo đài của tổ chức Hiệp sĩ Templar ở bờ biển phía tây thành phố. Sau một tuần vây hãm, Sultan Al-Asraf Khalil đã đàm phán với Peter de Severy, người quản lý Templar, đồng ý rằng các hiệp sĩ Templar và tất cả mọi người ẩn nấp bên trong pháo đài sẽ được an toàn tới Cyprus, nhưng các lực lượng của Sultan được gửi đến pháo đài để giám sát việc di tản dường như quá vô kỷ luật, không thể xử lý vấn đề hỗn loạn và đã bị các Templar tàn sát. Dưới sự che chở của bóng tối, Thibaud Gaudin, Trưởng lão mới của Đền Thờ, đã đánh chiếm lại pháo đài Sidon với một vài người trung thành. Vào buổi sáng hom sau, khi Peter de Severy đến chỗ của Sultan để hội kiến về một cuộc đàm phán mới, Sultan đã ra lệnh bắt giữ họ lại và chặt đầu họ để trả thù cho hành động của các Templar bên trong pháo đài. Khi các Templar đang bị bao vây trong pháo đài nhìn thấy những gì xảy ra với Peter de Severy, họ đã tiếp tục cuộc chiến. Ngày 28 tháng 5, Sultan đã gửi khoảng 200 quân tới để tấn công pháo đài. Pháo đài sụp đổ, gần như tất cả mọi người bên trong đều bị thiệt mạng. Tất cả các hiệp sĩ Templar đã bị giết chết, trong hki một nửa quân của Sultan cũng tử trận.
Tin tức về cuộc chinh phục Acre thành công nhanh chóng được gửi tới Damascus và Cairo. Sultan Al-Ashraf Khalil tiến vào thành phố Damascus với các biểu tượng của người Pháp và quân Thập Tự bị vứt la liệt ở dưới đường phố như một dấu hiệu cho sự thất bại của Người Thiên chúa giáo. Sau khi ăn mừng chiến thắng của mình tại Damascus, Khalil quay trở lại đô thành Cairo, cũng đang trong không khí hân hoan tưng bừng. Ông ra lệnh cho thả Philip Mainebeuf và những tùy tùng đã đến Cairo trước cuộc bao vây.

## Hậu quả
Sự sụp đổ của Acre đã đánh dấu sự kết thúc của các cuộc thập tự chinh tới Jerusalem. Không có bất cứ chiến dịch hiệu quả nào được tiến hành để chiếm lại Đất Thánh sau đó, mặc dù các cuộc thập tự chinh vẫn là một đề tài phổ biến được người đời nhắc tới. Đến năm 1291, những lý tưởng, sự quan tâm nhiệt tình của các quốc vương và quý tộc châu Âu và ngay cả những nỗ lực của giáo hoàng để kêu gọi chiếm lại Đất Thánh đã được đáp ứng với những phản ứng hời hợt.
Vương quốc Latin vẫn tiếp tục tồn tại, về mặt lý thuyết, trên đảo Síp. Có nhiều vị vua Latin tính toán và lên kế hoạch để lấy lại đất liền, nhưng đều vô ích. Tiền bạc, quân lính để làm nhiệm vụ đều thiếu. Một trong những nỗ lực cuối cùng đã được thực hiện bởi vua Peter I vào năm 1365, khi ông thành công đổ bộ lên bờ biển Ai Cập và cướp bóc Alexandria. Khi thành phố bị cướp phá, các đội quân nhanh chóng quay trở lại Síp để phân chia chiến lợi phẩm của họ. Cuộc thập tự chinh kết thúc vô ích, và nhà Mameluke đã đáp trả lại bằng một chiến dịch hải quân hùng hầu đột kích khắp nơi trên đảo Síp; Síp sau đó bị buộc phải chấp thuận làm chư hầu của Ai Cập, bằng một khoản tiền tiến cống hàng năm khổng lồ.
Một số cuộc thập tự chinh khác đã tổ chức vào thế kỉ 14, nhưng khác hoàn toàn các cuộc thập tự chinh vào thế kỉ 11 và thế kỉ 12. Các cuộc thập tự chinh vào thế kỷ 14 không nhằm mục đích chiếm lại thành Jerusalem và các đền thờ Kitô giáo ở Đất Thánh, mà là để ngăn cản bước tiến của người Thổ Nhĩ Kỳ Ottoman vào châu Âu. Trong khi nhiều người lãnh đạo của quân viễn chinh trong thế kỷ 14 cho rằng sự thất bại của Đế quốc Ottoman là một hành động cuối cùng để chiếm lại Đất Thánh, nhưng không một trong số những cuộc chiến sau đó đã cố gắng tổ chức bất kỳ cuộc tấn công trực tiếp vào Palestine hoặc Syria.